# Peter Chamberlen

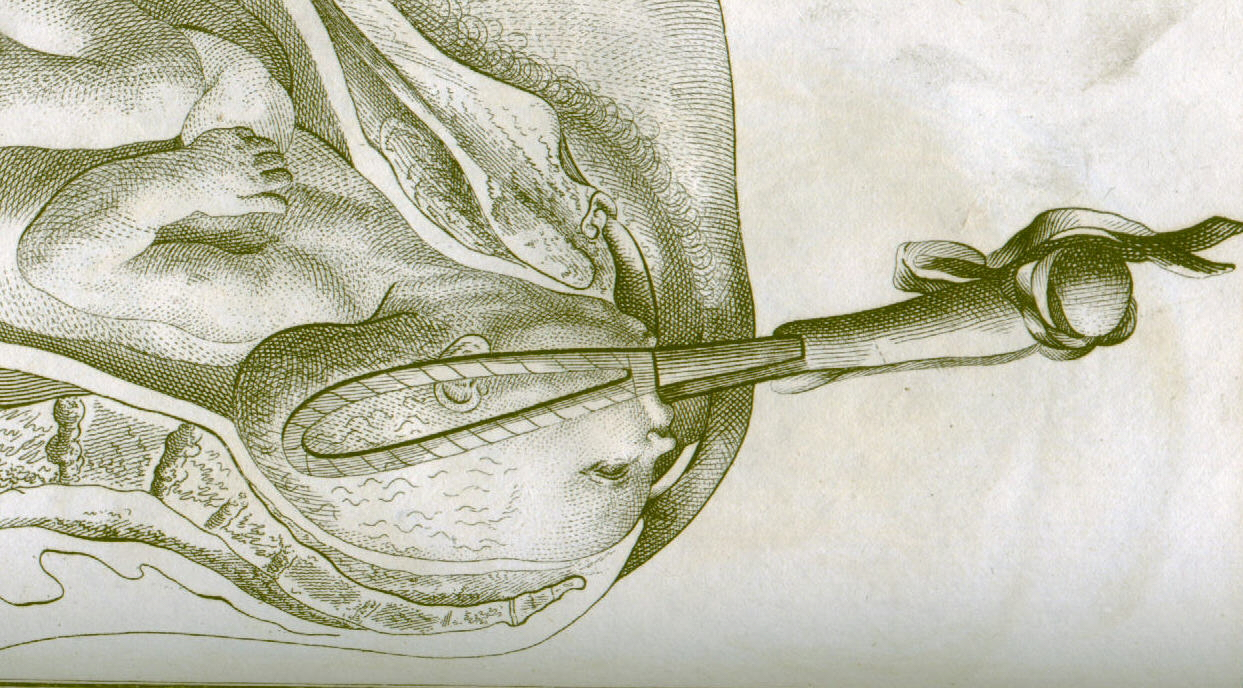
Förlossningstång, av William Smellie (1792).

Peter Chamberlen (den äldre), född 1560 i Paris, död 1631 i Downe, Kent, England, var en engelsk läkare av franskt ursprung.
Chamberlen, som var hugenott, var av religiösa skäl tvungen att tillsammans med sina föräldrar lämna Frankrike, och flyttade 1569 till England. Han förekommer 1598 på förteckningen över medlemmarna av "Barber Surgeons Company" i London. Då han inte nöjde sig med att utöva kirurgisk praktik, utan även behandlade invärtes sjukdomar, råkade han i ständiga konflikter med vederbörande, dömdes till böter och till fängelsestraff, men skyddades genom sin ställning såsom läkare och ackuschör hos drottning Anne.
Det antas att det var Peter Chamberlen den äldre som uppfann förlossningstången, vilken förblev i över ett sekel en hemlighet inom familjen, som kom att bestå av en rad läkare. Det är mycket troligt att förlossningstången av familjens olika medlemmar efterhand förbättrades, även om man inte med säkerhet kan säga något om vilken roll den ene eller den andre hade i detta.

## Senare Chamberlenar
- Peter Chamberlen den yngre (död 1626), bror till den ovannämnde
- Peter Chamberlen III (1601-83), son till Peter Chamberlen den yngre
- Hugh Chamberlen den äldre (född omkring 1630, död i början av 1700-talet), son till Peter Chamberlen III
- Paul Chamberlen (1635-1717) , bror till Hugh Chamberlen den äldre
- Hugh Chamberlen den yngre (1664-1728), son till Hugh Chamberlen den äldre